# Sela (Biblia)

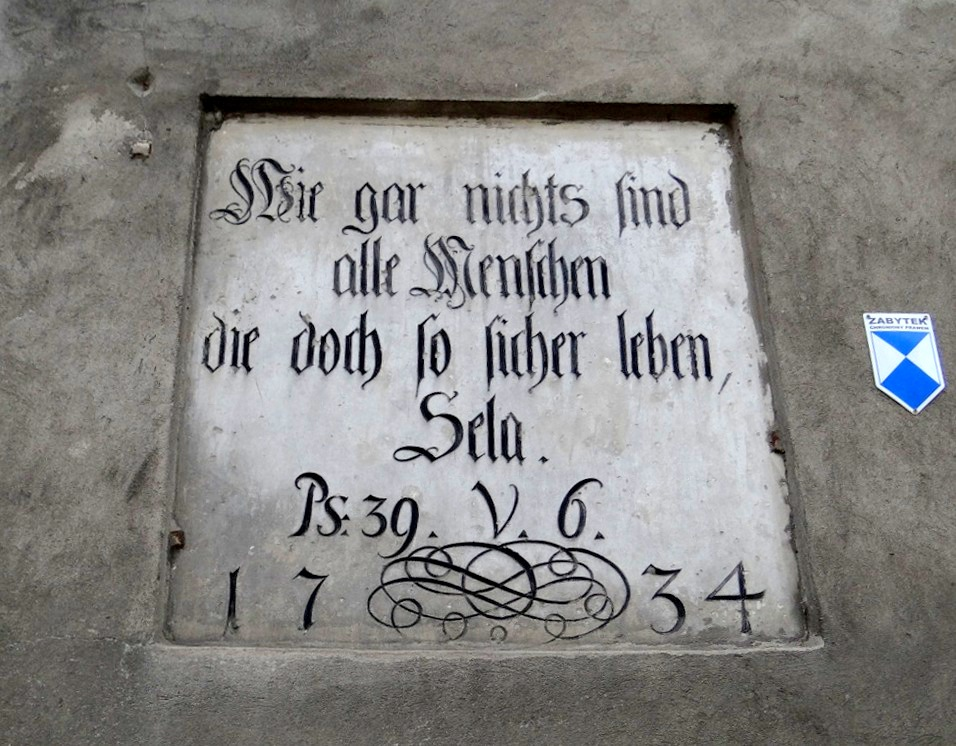
Niemieckojęzyczna inskrypcja na cmentarzu ewangelickim w Kożuchowie, zawierająca słowo sela

Sela (hebr. סֶלָה) – słowo występujące siedemdziesiąt cztery razy w Biblii hebrajskiej (siedemdziesiąt jeden razy w Księdze Psalmów i trzy razy w trzecim rozdziale Księgi Habakuka) oraz w pozakanonicznych Psalmach Salomona. Septuaginta oddaje to słowo za pomocą greckiego wyrazu διάψαλμα (diapsalma) występującego w niej dziewięćdziesiąt dwa razy. Zdaniem niektórych słowo diapsalma ma oznaczać interludium. Mimo greckiego odpowiednika znaczenie hebrajskiego terminu nie jest znane.

## Możliwe znaczenia
Istnieje wiele możliwości, co do interpretacji tego słowa. Niektórzy sugerują, że mogło być czymś w rodzaju znaku muzycznego wskazującego śpiewakom moment pauzy, zmiany tonacji lub podnoszenia rąk przez zgromadzonych wiernych. Istnieje też możliwość, iż oznacza ono podnieść, co mogłoby być sygnałem dla śpiewaków momentu, w którym powinni podnieść głos albo natężenie głośności muzyki instrumentalnej w przerwie podczas śpiewania. Jeszcze inna teoria mówi, że słowo to wskazywało miejsce, w którym oczekiwano odpowiedzi zgromadzonego ludu na wyrecytowaną modlitwę. Najczęściej jednak przyjmuje się, że jest to prosta wskazówka dla wykonawców psalmu, której znaczenie dzisiaj jest nieznane.

## Występowanie
Termin sela występuje w 3 rozdziale Księgi Habakuka oraz w trzydziestu dziewięciu psalmach:

- Psalm 3,
- Psalm 4,
- Psalm 7,
- Psalm 9,
- Psalm 20,
- Psalm 21,
- Psalm 24,
- Psalm 32,
- Psalm 39,
- Psalm 44,
- Psalm 46,
- Psalm 47,
- Psalm 48,
- Psalm 49,
- Psalm 50,
- Psalm 52,
- Psalm 54,
- Psalm 55,
- Psalm 57,
- Psalm 59,
- Psalm 60,
- Psalm 61,
- Psalm 62,
- Psalm 66,
- Psalm 67,
- Psalm 68,
- Psalm 75,
- Psalm 76,
- Psalm 77,
- Psalm 81,
- Psalm 82,
- Psalm 83,
- Psalm 84,
- Psalm 85,
- Psalm 87,
- Psalm 88,
- Psalm 89,
- Psalm 140,
- Psalm 143.